# التسلسل الزمني للتاريخ التطوري للحياة
انظر تاريخ الفكر التطوري لتفصيلات أكثر
هذا الخط الزمني لتطور الحياة على الأرض يذكر الحوادث الرئيسية في تطور تاريخ الحياة على كوكب الأرض.
أنظر أيضا تاريخ الأرض، مقياس زمني جيولوجي، مستقبل الارض التواريخ المذكورة هنا هي تقديرات تعتمد على إثباتات علمية.
في علم الأحياء، التطور عملية حيوية يقوم بها مجموعة أحياء بتطوير واكتساب سمة بيولوجية جديدة لم تكن موجودة لديها مسبقا مع إمكانية توريثها للنسل الجديد إذا كانت هذه السمة مفيدة لبقاءها وتكاثرها. هذه العملية تدعى الاصطفاء تتم عادة عن طريق الاصطفاء الطبيعي، وهي غالبا ما تؤدي لنشوء نوع جديد في عملية تدعى التنوع بعد تطور يستمر لمئات السنين. الأنواع الحالية ترتبط بالتالي مع بعضها البعض حسب نظرية التطور وتشترك في الأصل بنسب مشترك إذا كان لها نفس السلف ancestor.
الخط الزمني الأساسي هو:
- قبل 4.543 مليار سنة تم تشكيل كوكب الأرض.
- قبل 3.5 مليار سنة ظهور خلايا بسيطة عادة تعرف بوحيدات الخلية.
- قبل 3 مليارات سنة ظهور التخليق الضوئي.
- قبل 2 مليار سنة ظهور خلايا معقدة.
- قبل مليار سنة ظهور كائنات متعددة الخلايا.
- قبل 600 مليون سنة ظهور حيوانات بسيطة.
- قبل 570 مليون سنة ظهور مفصليات الأرجل.
- قبل 550 مليون سنة ظهور حيوانات معقدة.
- قبل 500 مليون سنة ظهور أسماك وبرمائيات بدائية.
- قبل 475 مليون سنة ظهور نباتات الأرض.
- قبل 400 مليون سنة ظهور الحشرات والبذور.
- قبل 360 مليون سنة ظهور البرمائيات.
- قبل 300 مليون سنة ظهور الزواحف.
- قبل 200 مليون سنة ظهور الثديات.
- قبل 150 مليون سنة ظهور الطيور.
- قبل 130 مليون سنة ظهور الازهار.
- قبل 65 مليون سنة انقراض الديناصورات اللاطائرة.
- قبل 300 الف سنة ظهور جنس هومو الذي تتفرع منه أنواع الإنسان المختلفة.
- قبل 200,000 سنة ظهور الإنسان الحديث.
- قبل 25,000 سنة انقراض النياندرتال.

لرؤية قائمة الأسلاف المشتركة للإنسان وغيره من الأنواع أنظر، قصة السلف The Ancestor's Tale.

## الانقراض
تنقرض الأنواع باستمرار بحسب تغير الأنظمة البيئية المحيطة، وبسبب تنافس الكائنات الحية في أنماطها الحياتية، وعند خلق الطفرات الجينية أنواعًا جديدةً من الأنواع القديمة. يتلقى التنوع البيولوجي على الأرض ضربةً على هيئة انقراض جماعي في بعض الأحيان؛ يكون فيه معدل الانقراض أعلى بكثير من المعتاد. وغالبًا ما يمثل حدث الانقراض الكبير تراكمًا لأحداث انقراض صغيرة تمت خلال فترة زمنية قصيرة نسبيًا.
كان حدث الأكسجة الكبير -قبل نحو 2.4 مليار عام- أول انقراض جماعي معروف في تاريخ الأرض، إذ أدى هذا الحدث إلى فقدان معظم اللاهوائيات المجبرة. حدد الباحثون خمسة أحداث انقراض رئيسية أخرى في تاريخ الأرض:
- نهاية العصر الأوردوفيشي: انقرضت منذ نحو 440 مليون سنة 86 ٪ من الأنواع، بما في ذلك الخطيات (الجرابتوليت).
- أواخر العصر الديفوني: فقدت الأرض منذ نحو 375 مليون سنة 75 ٪ من الأنواع، بما في ذلك معظم ثلاثيات الفصوص.
- نهاية العصر البرمي: حدث ما يسمى «الموت العظيم» منذ نحو 251 مليون سنة، إذ انقرض 96٪ من الأنواع، بما في ذلك المرجان الصفائحي، معظم الأشجار الموجودة، ومندمجات الأقواس.
- نهاية العصر الترياسي: انقرض منذ نحو 200 مليون سنة 80٪ من الأنواع، بما في ذلك جميع مخروطيات الأسنان.
- نهاية العصر الطباشيري: انقرض منذ نحو 66 مليون سنة 76٪ من الأنواع، بما في ذلك جميع الأمونيتات والموزاصوريات والإكتيوصورات والبليزيوصورات والتيروصورات والديناصورات غير الطائرة.

(إنّ التواريخ والنسب المئوية عبارة عن تقديرات.)
جرت أحداث انقراض أصغر في الفترات الفاصلة بين هذه الكوارث الكبيرة، وقد حدث بعضها عند نقاط تحديد الفترات والعصور المعترف بها من قبل العلماء في الوقت الجيولوجي. يجري حاليًا حدث الانقراض الهولوسيني.
تشمل عوامل الانقراض الجماعي الانجراف القاري، التغيرات في كيمياء الغلاف الجوي والبحري، البراكين وغيرها من أحداث تكوّن الجبال، التغيرات الجليدية، التغيرات في مستوى سطح البحر، وأحداث الاصطدام الفلكية.

## الجدول الزمني التفصيلي
في الجدول أدناه:
- «Ma» = «قبل مليون سنة»
- «كا» = «قبل ألف سنة»

### حقبةهاديان
3800 مليون سنة وما قبل.
| التاريخ | الحدث |
| ------- | --- |
| 4600 Ma | بنية كوكب الأرض تشكلت من قرص تنامي الذي كان يدور حول الشمس الفتية. |
| 4500 Ma | يصطدم كوكب الأرض بكوكب ثيا Theia، مما يؤدي إلى تكون حلقات حول الأرض الفتية والتي تدوم لملايين السنين حتى تلتئم مكونة القمر، يثبت السحب الثقالي تردد محور دوران الأرض، وتتوفر فيما بعد الشروط الملائمة لنشوء الحياة. |

### الدهرالسحيق
4000 Ma – 2500 Ma
| التاريخ      | الحدث |
| ------------ | --- |
| 4000 Ma      | تبرد سطح الأرض بما فيه الكفاية لتصليب القشرة الأرضية. كما تنشأ الطبقات الجوية والمحيطات. |
| 4100–3800 Ma | تظهر الحياة المبكرة، ومن المحتمل أنها نشأت بطريقة التضاعف الذاتي لجزيئات الرنا. تحتاج المتعضيات إلى مصادر للبناء مثل الطاقة، الفضاء وخامات صغيرة والتي ستصبح فيما بعد محدودة، مما يؤدي إلى التنافس عليها. ستبقي الاصطفاء الطبيعي الجزيئات الأكثر كفاءة للبقاء عند التضاعف. تصبج فيما بعد جزيئات الدنا هي المضاعفات رئيسية. ستتطور قريباً داخل الأغشية المحاطة بها والتي ستوفر لها بيئة كيميائية وفيزيائية ثابتة ومن ثم توصل عملية مضاعفتها إلى تكون: الخلية-الأولية. هذا الوقت، لا يوجد في طبقة الجو أكسجين حر. |
| 3900–2500 Ma | التصادم الثقيل الأخير: إن نسبة حدوث الأحداث التأثيريةعلى الأرض، القمر، المريخ، الزهرة وعطارد بالكويكبات والمذنبات (كوكب مصغرs). هذا الاضطراب الثابت قد يحفز إلى تطور الحياة (أنظر تبذر شامل). يعتقد بأن تلك التأثيرات تسببت بتبخر المحيطات بالكامل، وأكثر من مرة، وبالرغم من ذلك الحياة تستمر. تظهر الخلايا التي تشبه بدائيات النوى prokaryote. هذه هي المتعضيات الأولى كيميائية التغذية chemoautotrophs: وذلك باستخدام ثاني أكسيد الكربون كمصدر كربوني والقيام بأكسدة المواد الغير عضوية لإنتاج الطاقة. لاحقاً، تطور بدائيات النوى قدرتها على تحليل السكريات glycolysis, وذلك بقيام بمجموعة من التفاعلات الكيميائية التي تحرر طاقة الجزيئات العضوية مثل الغلوكوز glucose. تولد التحلل السكري جزيئات ATP كمركز طاقة قصيرة-الأمد، وتستمر استعمال ATP في كل المتعضيات تقريباً، بدون تغير، إلى هذا اليوم. |
| 3500 Ma      | حياة السلف العالمي الأخير: الانشطار بين البكتريا والعتائق البكتريا تطور الأشكال البدائية للتخليق الضوئي الذي لم يكن ينتج الأكسجين في البداية. هذه المتعضيات تنتج الأدينوزين ثلاثي الفوسفات عن طريق خلق تدرج بروتوني، وهي الآلية التي ما زالت تستخدم من قبل معظم المتعضيات. |
| 3000 Ma      | تطور البكرتيا الزرقاء، التي كانت تستخدم الماء كعامل مرجع، بالتالي تنتج الأكسجين كعامل ثانوي (فضلات). الأكسجين قام بأكسدة الحديد المنحل في المحيطات بداية، مؤديا إلى حديد خام iron ore. تراكيز الأكسجين في الغلاف الجوي ارتفعت تدريجا، مما كان له تأثير السم على معظم البكتريا. القمر ما زال قريبا جدا للأرض مما أدى لارتفاعات مدية هائلة. الأرض عابقة برياح قوى إعصارية. التأثيرات المختلطة لكل هذه الحوادث أدى إلى تنبيه حدوث العمليات التطورية. انظر كارثة الأكسجين. |

### أمدالبروتروزي
2500 Ma - 542 Ma
| تاريخ       | الحدث |
| ----------- | --- |
| 2500 Ma     | بعض البكتيريا تطور القابلية لإستخدام الأكسجين لإستعمال أكثر كفاءة للطاقة القادمة من الجزيئات العضوية مثل الغلوكوز. ظاهرياً جميع المتعضيات المستخدمة للأكسجين تستخدم نفس العمليات ونفس المجموعة من التفاعلات وهي حلقة حمض الليمون والفسفرة التأكسدية. تحدث تأثير "مخزن التبريد الخاطف runaway icehouse" مما تؤدي إلى التجلد الهوروني Huronian (2500–2100 Ma). |
| 2100 Ma     | ظهور خلايا أكثر تعقيدا: حقيقيات النوى، الأسلاف الأكثر قربا لهم هم العتائق. حقيقيات النوى تحتوي عضيات مختلفة ذات وظائف مختلفة. ربما اشتقت عن طريق تطور مرافق co-evolution لتجمعات بدائيات نوى تعايشية. المثال الأكثر درامية هو المتقدرات أو الميتوكوندريا، التي تستخدم الأكسجين لاستخراج الطاقة من الجزيئات العضوية وهي مشابهة لما ريكتسيا Rickettsia اليوم. العديد من بدائيات النوى لديهم أيضا صانعات خضراء، وهي متعضيات نشأت من البكتريا الزرقاء ومتعضيات مشابهة، وهي تشتق الطاقة من الضوء وتقوم بتصنيع الجزيئات العضوية. |
| 1200 Ma     | التكاثر الجنسي بدأ بالظهور والتطور، مما قاد إلى تطور أسرع. معظم الحياة كانت موجودة في المحيطات والبحيرات، بعض البكتريا الزرقاء من الممكن انه عاش على التربة الرطبة في هذا الوقت. |
| 1000 Ma     | ظهور الكائنات متعددة الخلايا: مستعمرات الطحالب وبعد ذلك عاشت الأعشاب البرية في المحيطات. |
| 900 Ma      | في هذا العصر تطورت السوطيات القمعية. تعتبر وحيدة الخلية أصل مملكة الحيوان وبصورة خاصة الأصل المباشر للإسفنجيات، والخلايا الحلقية للإسفنجيات (ومجموعات أخرى مثل الديدان المسطحة لديها نفس التركيب الأساسي للسوطيات القمعية واختيارات الحمض النووي أثبتت قرب العلاقة بين الاثنين. النوع الحديث من الإسفنجيات الأولية، التي تشمل السوطيات القمعية، والتي تعيش في مستعمرات تبدي تخصصها في مختلف المهمات ومن المرجح أن تكون شبيه بأسلافها القدماء التي كانت ستجسر الفجوة بين السوطيات القمعية والإسفنجيات |
| 1000–750 Ma | تشكل واحدة من أولى القارات العظمى المعروفة، رودينيا Rodinia, ثم تتكسر مجدداً. |
| 950–780 Ma  | بداية العصر الجليدي الستورتي، وقت التجلدات العديدة الشبه عالمية، مع الفترات المتذبذبة بين الكرة الأرضية الثلجية Snowball Earth والأرض الدفيئة greenhouse Earth. |
| 900 Ma      | هناك 481 يوم و 18 ساعة في السنة، دوران الأرض حول الشمس بدأ تدريجياً بالإنخفاض منذ ذلك الوقت. |
| 750–580 Ma  | طبقاً لفرضية الأرض كرة ثلج، (حقبة ما قبل الكامبري) العصر الجليدي حاد جداً بحيث أن المحيطات تتجمدت بالكامل ما عدا المناطق الاستوائية ظلت سائلة، يعتبر هذا أخر تجمد كبير للأرض وبعد ذلك يبدأ التطور في الأرض بشكل متسارع. |
| 600 Ma      | الإسفنجيات أول الحيوانات متعددة الخلية، تتطور من مستعمرات الخلية، الإسفنجيات هي أبسط وأكثر الحيوانات بدائية، تمتلك أنسجة جزئية متميزة، لكن بلا عضلات ولا أعصاب ولا أعضاء داخلية وليس لديها قدرة على التحرك. الإسفنجيات، اللاسعات مثل قنديل البحر، و Ctenophora وحيوانات متعددة الخلية أخرى غير معروفة ظهرت في المحيطات، اللاسعات و Ctenophora هي بعض أول المخلوقات التي لديها خلايا عصبية بشكل شبكة بسيطة بلا تحكم لجهاز عصبي، تحتفظ هذه الحيوانات بأنسجة عضلية وجهاز هضمي وفم، على خلاف الإسنفجيات تمتلك هذه الحيوانات أجسام منظمة مع أعضاء و radial symmetry. تطور الديدان المسطحة الشريطيات وهي من أوائل الحيوانات التي تمتلك عقل غير ناضج وبدائي وأبسط حيوان ثنائي التناظر، هي كذلك أبسط الحيوانات التي تمتلك أعضاء مؤلفة من ثلاثة من طبقات التبرعم (triploblasty). لا زال لا يوجد متعضية مع جهاز دوران حقيقي أو جهاز التنفس. |
| 570 Ma      | مفصليات الأرجل تبدأ بالظهور. Praecambridium أول من ظهر. |
|             | تشكل طبقة الأوزون، سامحةَ بذلك لأول هجرة أساسية إلى اليابسة. تشكل ثاني قارة عظمى، بانوتيا Pannotia, ثم تتكسر مرة أخرى بعد 540 مليون عام. |

### أمدفانيروزوي
542 Ma - present
Consists of three eras:
- حقبة باليوزوي (542 Ma - 251.0 Ma)
- حقبة ميزوزوي (251.0 Ma - 65.5 Ma)
- حقبة سينوزوي (65.5 Ma - present)

#### حقبةباليوزوي
542 Ma - 251.0 Ma
| تاريخ      | الحدث |
| ---------- | --- |
| 542–530 Ma | خلق انفجار الكامبري، الذي حدث فيها تغيرات تطورية كبيرة، المخططات الجسمية الرئيسية (الشعب) للحيوانات الحديثة. إن سبب هذا الانفجار الهائل الذي حدث في أشكال الحياة المختلفة لا يزال موضع جدل علمي. وأصبحت فيها مفصليات الأرجل، الممثلة في وفرة الترايلوبيتات، الشعبة السائدة. الأنومالوكاريس Anomalocaris هو كائن مفترس يصل طوله إلى أكثر من مترين. طورت المتعضيات الشبيهة بالديدان بنيتها الداخلية إلى بُنى أكثر تقدماً وأكثر تخصصاً، مثل الجهاز الدوري الموجود عند الديدان الأكورنية acorn worms, التي تتميز بامتلاكها لقلب تعمل أيضاً ككلية. كما أن لدى الديدان الأكورنية بنية شبه-خيشومية، المشابهة لما هو موجود عند الأسماك البدائية، تُستعمل للتنفس. يُقال بأن الديدان الأكورنية هي الوصلة بين الفقاريات واللافقاريات. بُعتقد بأن البيكايا Pikaia, هو كائن صغير يستطيع السباحة ويُعتبر أيضاً أقدم حيوان معروف له حبل ظهري notochord, هو سلف جميع الحبليات وجميع الفقاريات. احتفظ الرميح lancelet, وهو نوع لا يزال حي حتى يومنا هذا، ببعض المميزات التي لدى الحبليات البدائية، ويشبه البيكايا في العديد من النواحي. الكونودونت conodont هو حيوان يشبه الأنقليس له طول بين 4–20 سم مع زوج من العيون الكبيرة وبإضافة إلى تركيب معقد من الأسنان. إن أولى آثار أقدام عُرفت على اليابسة كانت منذ 530 مليون سنة، مشيراً بذلك إلى أن الاسكتشافات القديمة للحيوانات أتت قبل تطور النباتات الأرضية. |
| 505 Ma     | الظهور الأول للفقاريات: الأوستراكوديرمات ostracoderm, وأسماك عديمة الفك (اللافكيات Agnatha) مثل الهيكويكثيس Haikouichthys a والمايلوكومينجيا Myllokunmingia. لدى هذه الكائنات هياكل عظمية داخلية غضروفية، إلا أنها تفتقر إلى الزعانف الزوجية (الصدرية والحوضية) التي لدى الأسماك القبل تاريخية. تلك الكائنات هي سلف الأسماك العظمیة Osteichthyes, والتي هي متعلقة بالكائنات الموجودة اليوم مثل الجلكي Lamprey وسمك الهاغ Hagfish. |
| 488 Ma     | حدوث أولى سبع حوادث رئيسبة للانقراض على مدى الزمن الجيولوجي في القترة الانتقالية بين الكامبري والأوردوفيشي. |
| 475 Ma     | انتقال أولى النباتات البدائية إلى اليابسة، وذلك بعد أن تطورت من الطحالب الخضراء التي كانت تعيش في حافات البحيرات. رافقت الفطريات هذه النباتات، ومن المحتمل جداً بأن النباتات والفطريات عملت سوياً بشكل تكافلي; الشيبيات هي مثال عن هذا النوع من التكافل ولكن بعض العلماء يؤمنون بأن الساعة الجزيئية هي دليل ظهور أكثر قدماً للنباتات وللفطريات ويؤمنون بأن الفطريات قد ظهرت قبل 1000 مليون عام في العصر التوني من حقبة البروتيروزوي الجديد وبأن النباتات قد ظهرت في مكان ما تقريباً قبل 700 مليون عام في العصر الكريوجيني من حقبة البروتيروزوي الجديد. |
| 450 Ma     | مفصليات الأرجل، ذوات الهيكل الخارجي التي يمنعها من فقدان المياه، هي أولى الحيوانات التي انتقلت إلى اليابسة. من بين تلك الكائنات الأولى طائفة عديدة الاقدام Myriapoda (الديدان الألفية millipede وذوات المئة رجل centipede), والتي أتت بعدها العناكب والعقارب. بعد العشرة الملايين السنة القادمة، يحدث حادثتين للانقراض في العصر الكامبري-الأوردوفيشي. وبذلك يُعتبر ثاني حادثة للانقراض الجماعي. و بعد ذلك بفترة قصيرة، تطورت أولى أسماك ذوات الفك، لوحيات الأدمة Placodermi. تطورت فكوكها أصلاً من أولى قناطيرها الخيشومية. إن رأسها وقفصها الصدري مُغطاة بصفائح مدرعة وممفصلة، بينما بقية الجسم إما أن تكون مُقشرة أو عارية. |
| 410 Ma     | أول ظهور لسمكة السيلاكانث Coelacanth; كان يُعتقد بأن هذه الرتبة من الحيوانات ليس لديها أعضاء موجودة، حتى اكُتسف عينة حية لها في عام 1938. ويُشار إليها عادةً باسم الأحفورة الحية. |
| 400 Ma     | تطور أولى الحشرات، وهي السمكة الفضية silverfish عديمة الأجنحة، وذيل الربيع -كوليمبولا- springtail (لا يُعتبر الآن من الحشرات), وهلبيّة الذيل. الظهور الأول لأسماك القرش. |
| 385 Ma     | الايوسثنوبترون Eusthenopteron, بالرغم من بقائها من سكان المحيط، أوصلت التطور إلى فقاريات رباعية الأطراف tetrapods التي ستسير على اليابسة. |
| 375 Ma     | التيكتاليك Tiktaalik هي أحد أجناس أسماك لحميات الزعانف Sarcopterygii من فترة الديفوني المتأخر لها مزايا مشابهة لمزايا رباعيات الأطراف. |
| 370 Ma     | الكلادوسيلاشي Cladoselache هو سمك قرش مفترس عالي السرعة. |
| 365 Ma     | حدوث انقراض الديفوني الأخير والتي تعتبر ثالث حادثة للانقراض الجماعي. تطور أنواع جديدة من الحشرات على اليابسة وفي الماء العذب من طائفة عديدة الاقدام. طورت بعض أسماك لحميات الزعانف أرجلها وترقت إلى فقاريات رباعية الأطراف بدائية: آيكثيوستيغا Ichthyostega, وأكانثوستيغا Acanthostega وبيديربيس فينايي Pederpes finneyae. مبدئياً، تأول هذه الأسماك في المياه العذبة المستنقعية، وخصوصاً الضحلة منها، كما أن هذه الأسماك تستعمل زعانفها كمجاديف لتساعدها في الإبحار خلال المياه الضحلة المترعة بالنباتات ولمواد الفتاتية Detritus —الأصل المحتمل للأطراف الأمامية هي أنها انحنت خلفاً لتصبح مرفقاً أما الأطراف الخلفية فأنها أنحنت أماماً لتصبح ركبة. أخيرا، تستعمل هذه الكائنات أرجلها البدائية لتنتقل بها إلى اليابسة لفترات قصيرة، ربما من أجل صيد الحشرات. الرئات والمثانات الهوائية تطورت. تطورت رباعيات الأطراف البدائية من سمكة لها دماغ ذو فصين في جمجمة مسطحة، وفم واسع، وخطم قصير، التي لها أعين موجهةً إلى أعلى مظهرةً بذلك بأنها من سكان الأعماق، والتي قامت مسبقاً بتطوير تكييف للزعانف بوضع أسس لحمية وعظمية. إن "الأحفورة الحية" السيلاكانث لها قرابة مع لحميات الزعانف إلا أنها لم تتكيف مثلها في المياه الضحلة. برمائيات اليوم لا تزال تحافظ على العديد من الخصائص الموجودة عند رباعيات الأطراف البدائية.                                                                |
| 360 Ma     | تطور النباتات بذورها، وجعلت لها بنى تحمي أجنتها وتعطي للنباتات القدرة على الانشار سريعاً على اليابسة. نشؤ حفرة وودلي Woodleigh crater (بعرض 100 كم) وحلقة سيلجان Siljan Ring (بعرض 40 كم، دالارنا، السويد). |
| 360–286 Ma | العصر الذهبي لأسماك القرش. |
| 350-251 Ma | بدأ العصر الجليدي الكاروي في العصر الكربوني المبكر Carboniferous وانتهت في العصر البرمي. إن الصفائح الجليدية في أرض غندوانا موزعة كالتالي: تركزت أولاً في أفريقيا وفي أمريكا الشمالية، ثم تركزت لاحقاً في الهند وأستراليا، وذلك بسبب التجوال القطبي polar wandering. |
| 300 Ma     | تشكل القارة العظمى بانجيا وتستمر لمدة 120 مليون عام; وهذه أخر مرة تندمج فيها قارات الأرض إلى قارة واحدة. إن تطور البيض السلوي amniotic egg جعلت من السلويات Amniota ترتقي إلى الزواحف، التي تستطيع التكاثر في اليابسة. تطور الحشرات قدرتها في الطيران، ويتضمن ذلك عدد من الرتب المختلفة (على سبيل المثال بالايوديكتوبتيرا Palaeodictyoptera, وميغاسيكوبتيرا Megasecoptera, وديافانوبتيروديا Diaphanopterodea, وبروتورتوبتيرا Protorthoptera). لا تزال اليعاسيب تشبه العديد من هذه الحشرات الأولية. غطت غابات واسعة من شعبة أرجل الذئبيات ونباتات ذيول الحصان وسراخس الأشجار اليابسة; وعندما تموت هذه النباتات وتتحلل فأنها تبدأ بالتحول إلى فحم حجري وزيت. عاريات البذور بدأت بالانتشار بشكل واسع. الظهور الأول للنباتات السيكادية، وهي نباتات تشبه النخيل. |
| 280 Ma     | ظهور اليعسوب البروتودوناتاي وظهور اليعسوب ميغانيورا موناي Meganeura monyi والتي تعتبر من بين أكبر الحشرات التي عاشت في التاريخ، ويقدر المسافة بين جناحيها 2 قدم. ظهور فقاريات جديدة ومن ضمنها include many التيمنوسبونديل Temnospondyl, والأنثراكوساور Anthrachosaur, والبرمائيات الليبوسبونديلية Lepospondyli والأنابسيد المبكر Anapsid والسلويات المدموجة الأقواس synapsid (على سبيل المثال إيدافوسورس Edaphosaurus). |
| 256 Ma     | الداييكتودون Diictodon, والسيستيسيفالوس Cistecephalus, والدايسينودون Dicynodon, واللايكاينوبس Lycaenops, والداينوغورغون Dinogorgon والبروساينوسوكوس Procynosuchus, هي بعض من الزواحف الشبيهة بالثدييات المعروفة في أفريقيا الجنوبية وفي روسيا. البيرياساورات Pareiasaurs هي زواحف كبيرة آكلة للأعشاب. الظهور الأول للأركوساوريفورمات Archosauriformes. |
| 250 Ma     | قضت حدث الانقراض في العصر البيرمي-الترياسي على حوالي 90% من المجموع الكلي للأنواع الحيوانية; ويُعتبر -هذا الحدث الرابع من نوعه- أكثر الانقراضات الجماعية شدةً. نجا الليستروصوروس Lystrosaurus , هو حيوان عاشب مشهور، من ذلك الحدث للانقراض. أنشقت الأركوصورات عن غيرها من الزواحف واستمرت بالتطور. تطورت كاملات العظام Teleostei من بين شعاعيات الزعانف Actinopterygii, وأصبحت في نهاية الأمر مجموعة سمكية كبيرة. ازداد كمية الأكسجين الجوي، الموجود بنسبة 10%, بمقدار الثلث عن مستواه السابق، وبذلك يمكن للحيوانات التي لها حويصلات هوائية بأن تتنفس بشكل جيد (فعلى سبيل المثال تتنفس بعض الطيور الحديثة بواسطة الحويصلات الهوائية). علقت بعض أبواغ سلالة البكتريا العصوية 2-9-3 (سالي باسيلوس ماريسمورتيو Sali bacillus marismortui) في بللورات مالحة معروفة باسم الهالايت (الملح الصخري) halite في نيو ميكسيكو. وتمت إعادة أحيائها في عام 2000 وتضاعفت بشكل حاد لتصبح أقدم متعضية حية في العالم. |

#### حقبةميزوزوي
251.0 Ma - 65.5 Ma
| التاريخ    | الحدث |
| ---------- | --- |
| 220 Ma     | المناخ جاف جدا، والكائنات التي تتميز بالتأقلم على الجفاف هي آركوسور والنباتات عاري البذور gymnosperms. تتنوع الآركوسور إلى تمساحيات، ديناصورات وبتروسور. من مدموجة الأقواس أتت طلائع الثديات، تحديداً كلبيات الأسنان الحقيقية. بالأصل كانت صغيرة وشبيه بحيوان زبابة shrew (حيوان شبيه بالفأر له خرطوم). جميع الثديات لديها غدة الحليب لصغارها، مع ثبات درجة حرارة جسمها. كذلك واحد من زوج autosomes اكتسب الجين SRY (تنحدر من المورثة SOX3 لكروموسوم إكس لتصبح كروموسوم واي. كذلك نباتات عارية البذور gymnosperms (غالباً الصنوبريات) سائدة على الأرض. أكلات النباتات تنمو بحجم كبير خلال هيمنة النباتات عارية البذور gymnosperms على الأرض وتمتلك بطن كبير لهضم الغذاء السيئ الذي تحصل عليه من النباتات عارية البذور. |
| 208-144 Ma | العصر الذهبي الثاني لأسماك القرش. |
| 200 Ma     | خامس انقراض جماعي حدث في العصر الجوراسي تضمن الانقراض الزواحف البحرية كالسمكسحليات والزحافة البحرية. ازدهار Ammonites و belemnites. كذلك الديناصورات لا زالت على قيد الحياة لكنها بحجم أكبر. انقراض الthecodonts. نشأة البرمائيات الحديثة مثل الضفادع، السمندر و Caecilia Geminiviridae a diverse group of فيروسes, are traceable to this epoch or earlier. |
| 180 Ma     | بدأت القارة الأم أو بانجيا بالأنفصال لتكون عده قارات. أحتوى القسم الجنوبي من القارة القديمة المسماة غوندوانا على أنتارتيكا، أستراليا، أمريكا الجنوبية، أفريقيا والهند. لا زالت أنتارتيكا أرض تكسوها الأشجار. أمريكا الشمالية وأوراسيا لا زالتا أرض واحده مشكلتا لوراسيا. ظهور أول ثديات حقيقية من أسلاف mammaliform . |
| 164 Ma     | أحاديات المسلك مثل خلد الماء وقنفذ النمل (النضناض) تشكل أوائل الثديات وهي السلف المباشر لأقدم الثديات السابحة كالقندس الجوراسي. |
| 160 Ma     | 3 metres long, غوانلونغ - meaning crested dragon from the five colours, Xinjiang province in northwestern China, is the oldest Tyrannosaur. |
| 150 Ma     | Giant ديناصورs are common and diverse - براكيوصور, أباتوصور, ستيغوصور, ألوصور, along with smaller forms like Ornitholestes and Othnielosaurus. طائرs evolve from ثيروبودا dinosaurs. أركيوبتركس is an ancestor of birds, with claws, feathers but no beak. |
| 135 Ma     | New dinosaurs إغوانادون, Hylaeosaurus, etc., appear after extinction of Jurassic forms. Microraptor gui ‏, a 77 cm long dinosaur in Liaoning, Northeast China, has bird-like feathered wings on 4 limbs. |
| 133 Ma     | طائر جيهول, a primitive bird found in the Yixian Formation of north-eastern China, eats seeds. The bird has large, strong wings, and also had a long, bony tail, like many dinosaurs. |
| 130 Ma     | كاسيات البذور plants evolve زهرة (نبات)s, structures that attract insects and other animals to spread حبوب اللقاح. This innovation of the angiosperms causes a major burst of animal evolution and تطور مشترك. |
| 128 Ma     | One early تيرانوصورويدات is ديلونغ بارادوكسوس in Lioning Province of China. Has feathers and a small body of 5 feet (1.5 m) long. |
| 125 Ma     | Eomaia scansoria, a وحشيات حقيقيةn mammal, which leads to the formation of modern placental mammals. It looks like a modern dormouse, climbing small shrubs in لياونينغ، الصين. The parrot-beaked السيتاكوساورس is the ancestor of the later horned dinosaurs. |
| 123 Ma     | Sinornithosaurus millenii ‏ is a dinosaur in Liaoning, China that has primitive feathers not used for flight. Other dinosaurs with feathers are Sinosauropteryx (most primitive feathers, simplest tubular structures) and Changchanornis. Other dinosaurs include زاحفة عديدة الأشواك (armoured herbivore) and Eotyrannus (early تيرانوصورويدات). Evolution of birds has gone underway, with several different lineages existing (e.g. طائر كونفوشيوس and 'Yanornis). |
| 110 Ma     | ساركوسوكس, eight metric tons, 12 m long, head 2 m long, largest crocodile. Carnivorous dinosaurs included the "درومايوصوريات" داينونيكس and sail-backed semi-aquatic سبينوصوريات، herbivores include the tallest known sauropod Sauroposeidon proteles ‏, as well as the bulbous-nosed iguanodont Altirhinus (ancestral to duck-bills) and the عظايا مدملكة صوروبلتا. Gansus yumenensis, the earliest known essentially modern bird, lives in today's China. |
| 100 Ma     | The giant theropod dinosaurs كاركارودونتوسوريس and جيجانوتوصور are even bigger than تيرانوصور. |
| 88 Ma      | Breakup of Indo-Malagasy land mass. |
| 80 Ma      | Many kinds of تيتانوصور، هادروصورويات، قرنيات الوجه and ثيروبودا dinosaurs; half of all known dinosaur species are from the last 30 MY of the حقبة وسطى، after the rise of the angiosperms. الهند starts moving to أوراسيا. |
| 75 Ma      | أوفيرابتور was one of the most bird-like of the non-avian dinosaurs. Last common ancestor of humans and mice. The طيور الغرب and Ichthyornithes, extinct birds with teeth, roamed the oceans of the Northern Hemisphere. |
| 67 Ma      | Vegavis iaai, the oldest known bird assignable to a group still extant today, lives on the shores of القارة القطبية الجنوبية. It is a الطيور الهرمة ‏, a kind of wading goose. |

#### حقبةسينوزوي
65.5 Ma - present
| التاريخ     | الحدث |
| ----------- | --- |
| 65 Ma       | قضت حدث الانقراض في العصر الكريتاسي-الباليوجيني (الحدث السادس للانقراض) على حوالي نصف المجموع الكلي للأنواع الحيوانية ومن ضمنها جميع الديناصورات غير-المجنحة، وربما كان ذلك بسبب تبريد المناخ الناتج عن التأثير الهائل للكويكب: حيث انتشر مسحوق الإريديوم منها مشكلةً بذلك طبقة في الجو غطت على الأرض بأكمله. نشوء حفرة تشيكسولوب Chicxulub Crater (بعرض 170 كم، وحالياً غُمرت نصفها بماء خليج يوكاتان في المكسيك). بسبب عدم وجود الديناصورات الضخمة والنهارية، ستتمكن الثدييات من زيادة تنوعها وحجومها. بعض هذه الثدييات تعود إلى موطنها في البحر (مثل الحيتان، والخيلانيات، والفقمات) وثدييات أخرى تطور قدرتها في الطيران (مثل الخفافيش). تفرعت مجموعة صغيرة من الثدييات آكلة الحشرات الشجرية والليلية التي تسمى بالأركونتا Archonta إلى رئيسيات، وزبابيات الشجر treeshrews, وخفافيش. لدى الرئيسيات القدرة على الرؤية بالعينين وكانت لها أصابع قابضة، وبسبب هذه المميزات، أصبحت هذه الرئيسيات قادرة على القفز من فرع شجرة إلى أخرى. البليسيادابيس Plesiadapis هو مثال واحد لكائن رئيسي بدائي أنقرض قبل 45 مليون عام. فيما عدا سلالة الطيور الحديثة التي هي موجودة حالياً، فإنن جميع الطيور انقرضت بسبب الكوارث. |
| 60 Ma       | من المحتمل بأن الكريودونت Creodont, وهو حيوان آكل للحوم يقطن في نصف الكرة الشمالي وقد أنقرض قبل 5.2 مليون عام، هو سلف المياسيدات Miacids. البقوليات هي أول من سُجلت في السجل الأحفوري. |
| 55 Ma       | أنفصلت أستراليا عن قارة أنتاركتيكا. الظهور الأول لكائن رئيسي بدائي في أمريكا الشمالية، وآسيا، وأوروبا. مثال على ذلك كاربوليستيس سيمبسوني Carpolestes simpsoni في حوض كلارك فورك في وايومنغ. لدى هذا الكائن أصابع قابضة لكن ليس لها أعين موجهة للأمام. هناك كائن رئيسي آخر (و ربما الأقدم?) يسمى تايلهارداينا أيجياتيكا Teilhardina asiatica (هونان، الصين) وهو كائن نهاري وله حجم الفأر ولديه عينين صغيرتين. ربما أن سلف سمك القرش ميكو ذو الوعنفة القصيرة Shortfin mako shark قد ارتقت إلى سلالة القرش الأبيض العظيم Great White Shark, لكنها لم ترتق إلى الميغالودون. |
| 50 Ma       | بدأ تطور الحصان مع الهايراكوثيريوم Hyracotherium: له حجم الثعلب مع أظافر كبيرة بدلاً من الحوافر. من المحتمل في أن سلف الحيتان (التي من ضمنها الدلافين), أمبولوسيتس ناتانس Ambulocetus natans (باكستان) كانت تمشي على اليابسة مثل أسد البحر الحديث وكانت تسبح مثل ثعالب الماء الحديثة. كما أن لها أقداماً مُبسطة مما يزيد قوتها في السباحة، ولا تزال تسمع مباشرةً بواسطة أذنيها. يمشي البيزوسايرن بورتيللي Pezosiren portelli, الذي يُعتبر سلف خرفان البحر، مثل فرس النهر ويسبح مثل كلب البحر. ظهور أولى المياسيدات Miacids ومن ضمنها المياسيز Miacis, وهو كائن ذو خمس مخالب ويُعتبر سلف جميع الكلاب والقطط والدببة والراكون والثعالب والضباع وابن آوى، والزباد civet; وهو مخلوق لاحم، ومتسلق الأشجار ويشبه ابن عرس في الشكل. |
| 48.5 Ma     | غاستورنيس جايسلينسيس Gastornis geiselensis (أوروبا، الولايات المتحدة), وهو طائر لاحم بطول 1.75 م، هو واحد من أقوى المفترسين. |
| 46.5 Ma     | الرودهوسيتوس Rodhocetus, وهو سلف الحيتان وخلف أمبولوسيتس Ambulocetus, لم يعد يحتاج إلى شرب الماء العذب. |
| 43 Ma       | الفيل الأكثر بدائيةً، الموريثوريوم Moeritherium (مصر): طولها 1 م، لها حجم الخنزير الكبير، تحب أكل النباتات الطرية والسهلة المضغ. لديها أنف طويل، إلا أن ليس لديها خرطوم ولا ناب. |
| 40 Ma       | تشعبت الرئيسيات (رتبة) إلى تحت رتبتين وهي الستريبسيرهيني Strepsirrhini (و تعني حرفياً ذوات الأنوف المعوجة، مثل حيوانات الليمور واللوريس) والهابلورهيني Haplorrhini (و تعني حرفياً ذوات الأنوف الجافة، مثل التارسيرز tarsiers, والقردة والسعدان); وتُعتبر الأخيرة من الكائنات النهارية ومن الحيوانات العاشبة. |
| 37 Ma       | لدى الباسيلوساورس Basilosaurusأطراف خلفية قصيرة إلا أنها متنامية بشكل ممتاز، وهذا مخلوق يصل طوله إلى 20 م وهو أيضاً سلف الحيتان يشبه الثعابين في الشكل. يستطيع الباسيلوساورس سماع الأصوات المنتقلة إلى الأذن الوسطى من خلال الاهتزازات التي تصدرها الفكوك السفلية. في 'وادي الحيتان', في مصر، التي كانت مغمورة بالمياه وسُميت لاحقاً بصحراء وادي الحيتان، كان هناك العديد من الحيتان الباسيلوساورس آيسيس Basilosaurus isis التي ليست لديها ثقب التنفس وكان عليها رفع رأسها فوق الماء لكي تتنفس. ظهور الأسلاف البدائية للرئيسيات االستريبسيرهينيات في الصحراء المصرية، بايريتيا فايومينسيس Biretia fayumensis وبايريتيا ميغالوبسيس Biretia megalopsis. |
| 35 Ma       | تطورت النجيليات من بين كاسيات البذور. |
| 34 Ma       | ظهور الساينوديكتيس Cynodictis, أو ما يسمى كلب الفجر، في أمريكا الشمالية. أخيراً، تستوطن فصيلة الكلبيات العالم. |
| 30 Ma       | أنقسمت الهابلورهيني (تحت رتبة) إلى دون رتب وهي البلاتيرهيني Platyrrhini (قردة العالم الجديد) والكيتارهيني Catarrhini (رئيسيات العالم القديم). لذى قردة العالم الحديث ذيولاً قابضة prehensile tails ولدى الذكور عمى الألوان. ومن المحتمل بأنها هاجرت إلى أمريكا الجنوبية على طوفاً من الأراضي النباتية على طول المحيط الأطلسي (حوالي 4,500 km). وبقت الكيتارهينيات في أفريقيا بينما القارتين تنفصلان عن بعضهما. قد يكون الأجيبتوبيثيكوس Aegyptopithecus (القرد المصري القديم) أحد أسلاف الكيتارهينيات. تشبه الهابلورهينيات: Bugtipithecus inexpectans, و Phileosimias kamali وPhileosimias brahuiorum, حيوانات الليمور الموجودة في هذه الأيام، وتعيش تلك الكائنات في الغابات المطرية في تلال بوجتي في الباكستان الوسطى. ظهور سلف جميع القطط، البرويلوروس Proailurusذو 9 الكيلو غرامات، التي كانت تعيش على أشجار أوروبا، انقرضت هذه المخلوقات قبل 20 مليون عام. |
| 27.5 Ma     | يعيشالإندرايكوذير Indricothere في منغوليا، وهو قريب وحيد القرن يبلغ طوله 4.5 م، ويعتبر أطول ثدي في اليابسة. |
| 27 Ma       | ظهور طيور الرعب Phorusrhacids, ويبلغ طوله إلى 2.5 م، كما أنه يُعتبر من أرقى الكائنات اللاحمة في أمريكا. انقرضت هذه المخلوقات فقط قبل مليونين عام. |
| 25 Ma       | اكتسبت ذكور الكيتارهينيات القدرة على رؤية الألوان إلا أنها فقدت مسار الفيرومون. تفرعت الكيتارهيني إلى عائلتي فائقتين، قردة العالم القديم (سعدان العالم القديم) وقردة (قرد). ليس لدى رئيسيات العالم القديم ذيولاً قابضة (البابون على سبيل المثال); والبعض ليس لها ذيلاً على الأطلاق. جميع القردة لا تملك ذيلاً. |
| 22 Ma       | تصطدم الهند بقارة آسيا، مسببةً بارتفاع جبال الهيمالايا وهضبة التبت. وبسبب فقدان الرطوبة، أصبحت آسيا الوسطى صحراء. ظهور الفيل القديم دياينوثيريوم deinotherium، وأنقرض قبل مليوني عام. تطور دب الفجر (Ursavus elmensis)من حيوان يشبه الكلب في جزء ودب في جزء وراكون في جزء، ويُعتبر هذا الدب سلف جميع الدببة الحية الموجودة في يومنا هذا. لها حجم الثعلب، ويصطاد في أعالي الأشجار، ويأكل اللحوم مع الأعشاب والحشرات. تأكل أولى مجموعة من الدببة، الأيلوروبوديناي Ailuropodinae, الوجبات النباتية. تفرع من هذا الجنس نوع واحد فقط، الباندا العملاقة (باندا عملاقة), الباقي إلى يومنا هذا. |
| 20 Ma       | تصطدم الصفيحة الأفريقية مع قارة آسيا. لدى الساينوديكتيس Cynodictis, سلف الكلاب، مخلب خماسي قصير التي ستكون فيما بعد زمعة (لا وظيفية) للكلاب الحديثة. تشبه حيوانات الساينوديكتيس الزباد civet الحديث كما أن لديها أقدام وأصابغ تساعده في الركض. انتشرت العائلتين الفائقتين الآكلة للحوم (القطط والكلاب) في هذا العصر. ظهور الغومفوثيريوم Gomphotherium, الفيل القديم. |
| 19 Ma       | ظهور الميغاثيريوم أميركانوم Megatherium americanum (هو كسلان ضخم، يصل طوله إلى 6 أمتار، انقرض قبل 8000 عام) والأرجينتيفيس ماغنيفايسنز Argentavis magnificens (و هو أكبر طائر على الإطلاق، يصل باع جناحها إلى حوالي 7 أمتار أو أكثر) والتي تُعتبرا من أكبر الحيوانات التي تجوب في أمريكا الجنوبية. |
| 16 Ma       | بداية نشوء الطريقة البدائية لتحديد المواقع بالصدى لدى حيتان الإسكوالودون (الاسم العلمي:†Squalodon). ظهور سمكة القرش العملاقة ميغالودون Megalodon التي لها حجم الحافلة; كانت لها نفوذ واسع حتى أختفت فجأةً قبل حوالي 1.6 مليون عام. |
| 15 Ma       | هاجرت القرود من أفريقيا إلى أوراسيا لتصبح جبونات gibbons (القردة الأدنى) وإنسان الغاب. تفرع أسلاف البشر من أسلاف قردة الجبون. يُصنف إنسان الغاب، والغوريلات وقردة الشمبانزي كقردة عليا. ويُصنف الإنسان كأشباه البشر hominin. |
| 13 Ma       | تفرع أسلاف البشر من أسلاف إنسان الغاب orangutan. ظهور أحد أنساب إنسان الغاب: Lufengpithecus chiangmuanensis (في تايلاند الشمالية). يُعتقد بأن Pierolapithecus catalaunicus, الذي كان يعيش في إسبانيا، هو السلف المشترك للقردة العظمى والبشر. |
| 10 Ma       | بدأ المناخ بالجفاف; وبدأت السافانا والمروج بالانتشار بدلاً من الغابات. وتكاثرت السعادين، وبدأ عدد القردة بالانخفاض. تفرع أسلاف البشر من أسلاف الغوريلا. تُعتبر هذه الفترة من الزمن ذروة انتشار الأخصنة في نصف الكرة الأرضية الشمالي. بعد 10 ملايين عام، انخفضت أعداد الأحصنة وذلك بسبب التنافس الذي حدث مع شفعيات الأصابع. ظهور التوماركتوس Tomarctus, وهو حيوان بشبه الكلب للغاية ويُعتبر سلف جميع الكلاب. |
| 7 Ma        | ظهور أضخم حيوان رئيسي الجيغانتوبيثيكوس Gigantopithecus في الصين ويصل طوله إلى مترين (جيغانتوبيثيكوس بلاكي Gigantopithecus blacki), وفي فيتنام، والهند الشمالية (جيغانتوبيثيكوس بايليسورينسيس Gigantopithecus bilaspurensis). أنقرض قبل 300,000 عام. |
| 5.6 Ma      | جفاف البحر الأبيض المتوسط (حدث ميسيني). |
| 5 Ma        | أدت ثوران البراكين إلى نشوء أرض يابسة صغيرة أوصلت أمريكا الشمالية يالجنوبية. أنتقلت الثدييات من أمريكا الشمالية إلى الجنوبية مما أدت إلى انقراض الثدييات هناك. تفرع أسلاف البشر من أسلاف قردة الشمبانزي. ظهور السلف المشترك الأخير إنسان ساحل التشادي (تشاد، الصحراء الكبرى، غرب الوادي المتصدع). ظهور أقدم إنسان بدائي أورورين توجنسيس (الرجل الألفي، في كينيا). يتاقسم البشر وقردة الشمبانزي ما يُقدر 98% من الدنا: لهما تشابه كبير في التراكيب الحيوكيمائية لدرجة أن الجزيئات الهيموغلوبين تختلف فقط في حمض أميني واحد. يمكن أن تكون لمجموعة واحدة من قردة الشمبانزي تنوع جيني أكثر ممن لدى جميع الستة بلايين من البشر الأحياء الآن، وذلك بسبب اختناق السكان الذي سيحدث لاحقاً في السلالة البشرية. لدى كُلاً من البشر وقردة الشمبانزي حنجرة التي تغيرت مكانها خلال أول عامين من ظهورها إلى بين البلعوم والرئتين، مشيراً بذلك إلى أن لدى السلف المشترك لديه هذا الميزة أيضاَ، القدرة على إظهار الصوت. |
| 4.8 Ma      | ظهور شمبانزي لها حجم جنس أشباه البشر، الأرديپيثيكس Ardipithecus يسير باستقامة. |
| 3.7 Ma      | بعض الأوسترالوپيثيكس عفارنسز Australopithecus afarensis تركت أثار أقدام على الرماد البركاني في ليتولي، كينيا (شمال تنزانيا). |
| 3.5 Ma      | تفرع إنسان الغاب Orangutans إلى تحت-أنواع وهي البورنين Bornean (بونغو بيغمايوس Pongo pygmaeus) والسومطري Sumatran (بونغو إبيللي Pongo abelii). ظهور القرش الأبيض العظيم. |
| 3 Ma        | تطورت الالأوسترالوپيثيسينات australopithecines ذوات القدمين (أشباه البشر القدامى) في أراضي السافانا بأفريقيا، لكنها تتعرض لهجوم من قبل الداينوفليس Dinofelis. هناك أنواع أخرى تطورت وهي الأسترالوپثيكوس أفريكانوس Australopithecus africanus والأسترالوپثيكوس بوساي Australopithecus bosei، وأجناس من ضمنها اسم كينيانثروبوس بلاتيوبس Kenyanthropus platyops. بدأت تنقرض الغوريلات من على الضفة الجنوبية من نهر الكونغو. أتصلت أمريكا الشمالية بالجنوبية، سامحةً للحيوانات بالانتقال بين القارتين. الظهور الأول للأحصنة الحديثة، الأكيوس. ظهور الدياينوثيريوم Deinotherium (بطول 4 أمتار), وهو القريب الضخم للفيلة، مع أنياب حادة بالإتجاه السفلي في الفك السفلي. |
| 2.5 Ma      | ظهور السميلودون Smilodon (قط الأسنان المعقوفة). |
| 2.2 Ma      | تفرعت الغوريلات إلى تحت-أنواع وهي غوريلا المنخفضات الغربية (غوريلا غوريلا Gorilla gorilla) والشرقية (غوريلا بيرانجي Gorilla beringei). |
| 2 Ma        | يستعمل الهومو هيبيليس Homo habilis (الإنسان الماهر) الأدوات الحجرية البدائية في تنزانيا. وربما أنه قد عاش مع البارانثروبوس روبستوس Paranthropus robustus. ظهور منطقة بروكا (المنطقة التي تقوم بوظيفة الكلام في الدماغ البشري الحديث). جنسالهومو من آكلات اللحوم بينما البارانثروبوس من آكلات النباتات والأرضه. تفرعت بعض قردة الشمبانزي (Pan troglodytes) الساكنين في الجزء الجنوبي من نهر الكونغو من قردة البونوبو (Pan paniscus/pigmy chimps). تعيش قردة البونوبو مجتمع تسيطر عليه الإناث. تنتقل قطط الأسنان المعقوفة من أمريكا الشمالية إلى أمريكا الجنوبية. |
| 1.8 Ma      | تطور الإنسان المنتصب Homo erectus في قارة أفريقيا، ثم هاجرت إلى القارات الأخرى، وخصوصاً إلى قارة أسيا الجنوبية. حدوث انقراض هائل في الحياة البحرية بسبب وثوع يعض الحوادث الطبيعية، وقد يكون منها نشوء أحد المستعرات العظمى. انقرضت العديد من الطيور البحرية، بعدما كانت سائدة على الشواطئ والمياه الساحلية لحوالي 20 مليون عام; كما نشأت الثدييات البحرية وبدأت بالتنوع. |
| 1.75 Ma     | ظهور الرجل الدمانيسي Dmanisi man/الهومو جورجيكوس Homo georgicus (جورجيا، روسيا), له دماغ صغير ظهر في أفريقيا، بمزايا الإنسان المنتصب والإنسان الماهر. يقضي الهومو جورجيكوس المنعزل آخر سنين من حياته معتمداً على العطف والحنان من أفراد جنسه الآخرون للحصول على المواد التي يحتاجها. ظهور الغلايبتودون glyptodon في بيرو الجنوبية، وهو مدرع عملاق له حجم سيارة فولكس واجن بيتل. |
| 1.6 Ma      | ظهور كبرى الحيوانات الجيبية: ومنها ظهور الكنغر العملاق ذو الوجه الصغير (Procoptodon goliah) في أستراليا، والذي انقرض قبل 40,000 عام. ويصل طوله بين 2 م إلى 3 ووزنه ما بين 200 كغم و 300 كغم، ويُعتبر أكبر كنغر على الإطلاق. وظهور حيوان شبيه بالومبت ديبروتودون, الذي يزن 2,800 كغم، ويبلغ طوله 3 م، وكان يعيش في أستراليا وأنقرض قبل 45,000 عام. |
| 1.5 Ma      | ظهور الأسد الجيبي (أسد الجرابي أو ليو) في أستراليا وانقرض قبل 46,000 عام. |
| 1 Ma        | تطورت جنس الكلابيات (الكلاب البرية، وأبن آوى، والذئاب، وكلاب الدنغو، والكلاب المنزلية) كفرع من التوماركتوس Tomarctus. ظهور الثعلب الرمادي، ثعلب رمادي الذي يُعتبر من أكثر الكلابيات بدائيةً والذي لا زال حياً إلى يومنا هذا. |
| 800 ka      | الذئب الرمادي (كانيس لوبوس Canis lupus) ينتقل إلى أمريكا الشمالية القطبية. |
| 780 ka      | حدوث الانعكاس المغناطيسي الأرضي geomagnetic reversal الأخير في الأرض. |
| 700 ka      | ظهور السلف الجيني المشترك للإنسان والنياندرتال. |
| 500 ka      | يستعمل الإنسان المنتصب Homo erectus (تشاوكاوتاين، الصين) الفحم للتحكم بالنار، على الرغم من أنهم قد لا يعلمون كيف يشعلونها. |
| 400 ka      | تشعبت الغوريلات الشرقية (غوريلا جبلية) إلى غوريلات المنخفضات الشرقية (G. beringei graueri) وإلى غوريلات الجبلية (G. beringei beringei). ظهر الأيل العملاق أيل أيرلندي في إيرلندا; وتمتد قرونها لحوالي 3.6 م أو أكبر، وقد انقرض بعد 9.5 ألف عام. |
| 355 ka      | ظهر ثلاثة من الهومو هايدلبيرغينيسيس ذوي طول 1.5 م في منطقة براكين روكامونفاينا Roccamonfina في إيطاليا الجنوبية، تاركةً أولى آثار أقدام للجنس هومو, التي ظهرت قبل أن تغطيها رماد البراكين. |
| 250 ka      | تطورت الدببة القطبية من الدببة البنية المنعزلة. |
| 195 ka      | ظهور أومو1 وأومو2 (إثيوبيا، نهر الأومو) وهي أولى الهومو ساپيانس المعروفة. |
| 160 ka      | تقوم الهومو ساپيانس (هومو سابينس إيدالتو)، في إثيوبيا بمنطقة النهر المغمور التي يوجد فيها قرية هيرتو، بممارسة الطقوس الجنائزية عندما يموت أحدهم. وتُترك جثثهم لتُغطى بواسطة الصخور البركانية. |
| 150 ka      | ظهرت "حواء الميتوكوندرية" في أفريقيا. وهي آخر سلف مشترك أنثى لجميع السلالات الميتوكوندرية للبشر الحاليين. |
| 130 ka      | تطور الهومو نيانديرتالينسيس (رجل النياندرتال) من الهومو هايدلبيرغينيسيس وعاشت في أوروبا وفي الشرق الأوسط، وكانت من مزاياها بأنها كانت تدفن موتاها وترعى مرضاها. وكانت لديها العظم اللامي (ظهرت قبل 60,000 سنة، في كهف كيبارا، إسرائيل), ويستعملها البشر الحاليين للتحدث مع الآخرين. (يتكلم البشر الحاليين 6000 لغة متحدثة). كان رجل النياندرتال يستعمل الرماح، وربما كانت تستخدمها لطعن الفرائس بدلاً من قذفها عليهم. ظهرت في هذه الفترة الجين FOXP2 (التي ساعدت البشر بتطوير قدراتهم على الكلام). |
| 100 ka      | ظهر في هذه الفترة أول إنسان حديث (هومو سابينس) في أفريقيا؛ وقد تشعبت عن الهومو هايدلبيرغينيسيس. عاش الهومو سابينس (البشر) في أفريقيا الجنوبية (في كهوف نهر كلاسايس) وفي فلسطين (في جبل قفزة وسخول), وربما قد عاشت مع رجال النياندرتال. دخل الإنسان الحديث قارة آسيا بطريقتين: أحدهما من الشمال عن طريق الشرق الأوسط، والآخر من الجنوب الأقصى لإثيوبيا، مروراً بالبحر الأحمر والمنطقة العربية الجنوبية. (أنظر: فرضية الأصل الواحد). قامت الطفرات بتغيير لون الجلد لكي تستطيع بأن تمتص الأشعة ما فوق البنفسجية في أي مرتفع جيوغرافي. وبدأت في هذه الفترة التنوع في "الأعراق البشرية". فسكان قارة أفريقيا بقوا 'مختلفين' جينياً عن جميع البشر الآخرين، عدا مجموعة واحدة منهم تركت أفريقيا وبدأت بنشر تنوعها. فعلى سبيل المثال، تظهر لنا mtDNA بأن الصفات المميزة للسلف الإنجليزي تشبه صفات السلف الياباني أكثر من تشابهها مع صفات السكان الأفريقيين. |
| 82.5 ka     | يصطاد الإنسان في زائير السمك باستعمال رماح لها شفرات حادة صُنعت من عظام الحيوانات. |
| 80 ka       | الإنسان يصنع حربان عظمية في كاتاندا، جمهورية الكونغو الديمقراطية. |
| 74 ka       | حدثت في هذه الفترة ثوران بركاني عظيم في توبا، سومطرة بإندونوسيا، والتي من الممكن أن أنزلت عدد الهومو سابينس إلى 2,000. بعد الثوران البركاني أتت 6 سنين بدون صيف تبعتها 1,000 عام من العصر الجليدي. غطت الرماد البراكاني منطقتي الهند وباكستان بسمك 5 أمتار. |
| 70 ka       | بدأت في هذه الفترة آخر عصر جليدي، والتي تُسمى بتجلد ويسكونسن. صنع البشر الساكنين في كهف بلومبوس في أفريقيا الجنوبية أدواتهم من العظام، وكانوا يظهرون طريقة تفكيرهم برسم رموز على جدران الكهف. كما أنهم بدأ يجموعون صدفات البحر لصنع القلائد. ظهرت أولى القنادس العملاقة (Castoroides ohioensis, في تورونتو، كندا) والتي تعتبر أكبر القوارض، يصل طولها إلى 2.5 م، وقد أنقرضت قبل 10,000 عام. |
| 60 ka       | يعيش "آدم Y كروموسوم" في أفريقيا. هو آخر سلف مشترك ذكري لجميع الكائنات البشرية الحية اليوم. |
| 50 ka       | مجموعة من البشريات الحديثة انتقلت من آسيا إلى أستراليا (وبذلك ظهر شعب الأبوريجين) ومجموعة أخرى انتقلت إلى أوروبا. البشر الذين يسكنون السواحل أصبح أكثر عدداً من البشر الذين يعيشون بعيداً عنها. ظهر وحيد القرن الصوفي (Coelodonta antiquus) في بريطانيا. |
| 40 ka       | بدأ الكرومانيون باصطياد الماموث في فرنسا. لدى هؤلاء البشر قوى إدراكية استثنائية مثل الإنسان الحديث، مما يجعل لهم القدرة على أن يصبحوا صيادين. بدأت الحيوانات الضخمة بالانقراض (ولا زال مستمراً إلى يومنا هذا); الكثير من الحيوانات الثدية الضخمة اختفت، وذلك بسبب التزايد المستمر في عدد السكان. |
| 32 ka       | تم العثور على أول قطعة منحوتة في ڤوغلهيرد، ألمانيا. وأيضاً تم العثور على أول ناي (مصنوع من عظم الطيور) في فرنسا وعلى أدوات حجرية في كوتا تامبان، ماليزيا. |
| 30 ka       | الإنسان الحديث دخل أمريكا الشمالية من سيبيريا بطرق عديدة مثل عبور جسر بيرينغ الأرضي في نهايات الحقبة، أو الانتقال بين جزر ألوشن في بداية الحقبة. على الأقل مجموعتين من تلك المجموعات التن دخلت أمريكا الشمالية قامت بترك بعض الصفات الجينية للأمريكيين، وفي نفس الوقت، وصل الأوربيين أمريكا الشمالية عن طريق المحيط الأطلسي. وصل الإنسان إلى جزر سليمان واليابان. استعملت الأسهم والأقواس لأول مرة في الصحراء الكبرى. تم العثور على أول نماذج خزفية في مورافيا مصنوعة على أشكال حيوانات (جمهورية التشيك حالياً). |
| 28 ka       | Oldest known painting: in the Apollo 11 Rock Shelter., Namibia, Africa. A 20 cm-long, 3 cm-wide object found in Hohle Fels Cave near Ulm in the Swabian Jura in Germany is the earliest sculpted stone penis. |
| 27 ka       | Neanderthals die out leaving Homo sapiens and Homo floresiensis as the only living species of the genus هومو. In today's Czech Republic, humans invent textiles and press weaving patterns into pieces of clay before firing them. |
| 25 ka       | بدأ الإنسان بصيد الحيوانات عن طريق رمي أعصية مصنوعة من أنياب الماموث (بولاندا). |
| 23 ka       | فينوس ولندورف، a small statuette of a female figure, discovered at a Paleolithic site near Willendorf, Austria, dates from this era. First intentional growing of food plants by humans occurs in the Near East, but is not associated with land clearing or حراثة. |
| 20 ka       | Humans leave foot and hand prints in Tibetan plateau. Oil lamps made from animal fats on shells used in caves in Grotte de la Mouthe, France. Bone needles used to sew animal hides. (Shandingdong Man, China). Microblade culture (Northern China). ماموث bones used to build houses (Russia). عظمة إشانغو might be first example of mathematics. |
| 18 ka       | ظهر الهومو فلوريسينسيس في كهف ليانغ بوا الكلسي الموجود في الجزيرة الأندونيسية فلوريس. |
| 15 ka       | The غمر جليدي ويسكونسن ends. Sea levels across the globe rise, flooding many coastal areas, and separating former mainland areas into islands. Japan separates from Asia mainland. Siberia separates from Alaska. Tasmania separates from Australia. Java island forms. Sarawak, Malaysia and Indonesia separate. The رسوم الكهوفs of كهف لاسكو and كهف ألتميرا were produced. Sedentary hunter-gather societies develop in the ثقافة نطوفية of the شرق أدنى - an essential precursor to later agricultural societies. |
| 14 ka       | بداية الانقراض الضخم في القارات الأمريكية. |
| 11.5 ka     | انقراض قط الأسنان المعقوفة (سميلودون) وميريامز تيراتورن Merriam's Teratorn ("طائر الرعد"). |
| ألفية 9 ق.م | وصل عدد السكان إلى 5 ملايين نسمة. وأنقرض الهومو فلوريسينسيس. Extinction of ماموث. كلب (first domesticated animal) from ذئب رمادي subspecies (Canis lupus pallipes). All modern dogs today (5 main groups, about 400 breeds) belong to a single subspecies كلب. |
| 10 ka       | Humans in the الهلال الخصيب of the الشرق الأوسط develop زراعة. استئناس begins with cultivation of المحاصيل المؤسسة للحضارة. This process of food production, coupled later with the استئناس of animals caused a massive increase in تعداد السكان في العالم that has continued to the present. جيريكو (modern Israel) settlement with about 19,000 people. |
| ألفية 8 ق.م | الصحراء الكبرى is green with rivers, lakes, cattles, crocodiles and رياح موسميةs. Japan's hunter-gatherer فترة جومون culture creates world's earliest pottery. Humans reach أرض النار at the tip of أمريكا الجنوبية، the last continental region to be inhabited by humans (excluding القارة القطبية الجنوبية). |
| ألفية 6 ق.م | Common (Bread) wheat قمح طري originates in southwest Asia due to hybridisation of قمح ثنائي الحبة with a goat-grass, دوسر. |
| 6.5 ka      | نوعين من الأرز قد تم تدجينه: الأرز الآسيوي Oryza sativa والأرز الأفريقي Oryza glaberrima. |
| 3.5 ka      | قام شعب أمريكا الوسطى بوضع أسس الدين، وبدأ الكهنة بالإشراف على الطقوس. |
| ألفية 1 ق.م | بدأ الناس في أوراسيا باستعمال الأدوات الحديدية. |
| 1 (عدد)     | وصل عدد سكان العالم إلى 150 مليون نسمة. |
| AD 1835     | وصل عدد سكان العالم إلى مليار نسمة. |
| AD 1969     | الإنسان يمشي على القمر. |
| AD 2025     | وصل عدد السكان إلى 6.6 مليار نسمة. حدث انقراض الهولوسين لا زال مستمراً (بدأ قبل 30-40 ألف عام) مع ازدياد نسبة الانقراض بشكل هائل في الخمسين السنة الماضية. يعتقد العديد من علماء الأحياء بأننا نحن في هذه اللحظة في بداية انقراض جماعي متسارع سببه الإنسان. إدوارد أوسبورن ويلسون يعتقد بأن إذا استمرت نسبة تدمير البشرية للطبقة الحيوية على هذا المعدل، نصف جميع أنواع الحياة على الأرض ستنقرض خلال 100 عام. |

## مواقع خارجية
- تطور بيركيلي
- تولويب - شجرة الحياة
- الخط الزمني الأكثر انضعاطاً
- بالايوس - أثر الحياة على الأرض
- جامعة وايكاتو - سلسلة تطور النبات
- جامعة وايكاتو - سلسلة تطور الحيوان
- المقياس الزمني الجيولوجي والخط الزمني للتطور في إيفوويكي